# 足尾本山駅
足尾本山駅（あしおほんざんえき）は、栃木県上都賀郡足尾町本山（現在の日光市足尾町本山）にあった東日本旅客鉄道（JR東日本）足尾線の駅（廃駅）である。1914年の開業以来、貨物専用駅であった。1973年（昭和48年）に足尾銅山が閉山して以降も、DE10形+トキ25000形+車掌車による貨物列車が引き続き運転されていた。

## 歴史
- 1914年（大正3年）8月25日：足尾鉄道の駅として開業[1][2]。
- 1918年（大正7年）6月1日：国有化され足尾線の駅となる。
- 1973年（昭和48年）：足尾銅山が閉山。
- 1987年（昭和62年）4月1日：国鉄分割民営化により、東日本旅客鉄道（JR東日本）・日本貨物鉄道（JR貨物）の駅となる[1]。貨物輸送の終了に伴い休止駅となる[1]。
- 1989年（平成元年）
  - 3月29日：JR足尾線の廃止（第三セクター鉄道転換）によりJR東日本の駅としては廃駅となる[1]。施設は、わたらせ渓谷鐵道へ承継され、間藤 - 当駅間(1.9 km)は、わたらせ渓谷鐵道の免許線（未開業）となる。
  - 4月1日：JR貨物の駅としても廃止。
- 1998年（平成10年）6月2日：間藤 - 当駅間 (1.9 km) 鉄道事業免許失効。

## 現在の状況
承継当時のバブル期には旅客にて運行再開計画があったが、バブル崩壊による日本景気低迷などにより計画は白紙となり、そのまま免許失効になった。免許失効後しばらくの間は、仮の車止めを設置していたが、現在は新しく鉄道用の車止めが間藤駅に設置されている。一旦線路は途切れるが、300 m先にある踏切までは線路がそのままになっている。切り通しになっているが崩壊しており、夏場には雑草がうっそうと茂っている。踏切部分の線路はアスファルトで埋められているが、この先はそのまま現存している。所々斜面が崩落していて、復旧は困難である。赤倉地区あたりで治山工事が行われているため、免許線部分は立ち入り禁止になっている。本山前にある腕木式信号機もそのまま残っている。駅のあった場所は、工場敷地（跡）の中にあり、立ち入り禁止になっている。貨物駅であったためホームなどは最初から無かった。
間藤 - 足尾本山駅区間は落石や踏切の撤去はあるものの、ほぼ当時の姿を残している。
踏切の線路はすでに撤去されており、法律上は踏切ではないが、警報機などの踏切施設は残っている。
NHK BSプレミアムで2015年7月23日放送（2016年8月11日再放送）『中井精也のてつたび』「わたらせ渓谷鐵道」の回で、現在の管理者である古河機械金属の同行のもとで跡地が撮影され、ほぼ廃止時点のまま施設が残されていることが判明した。

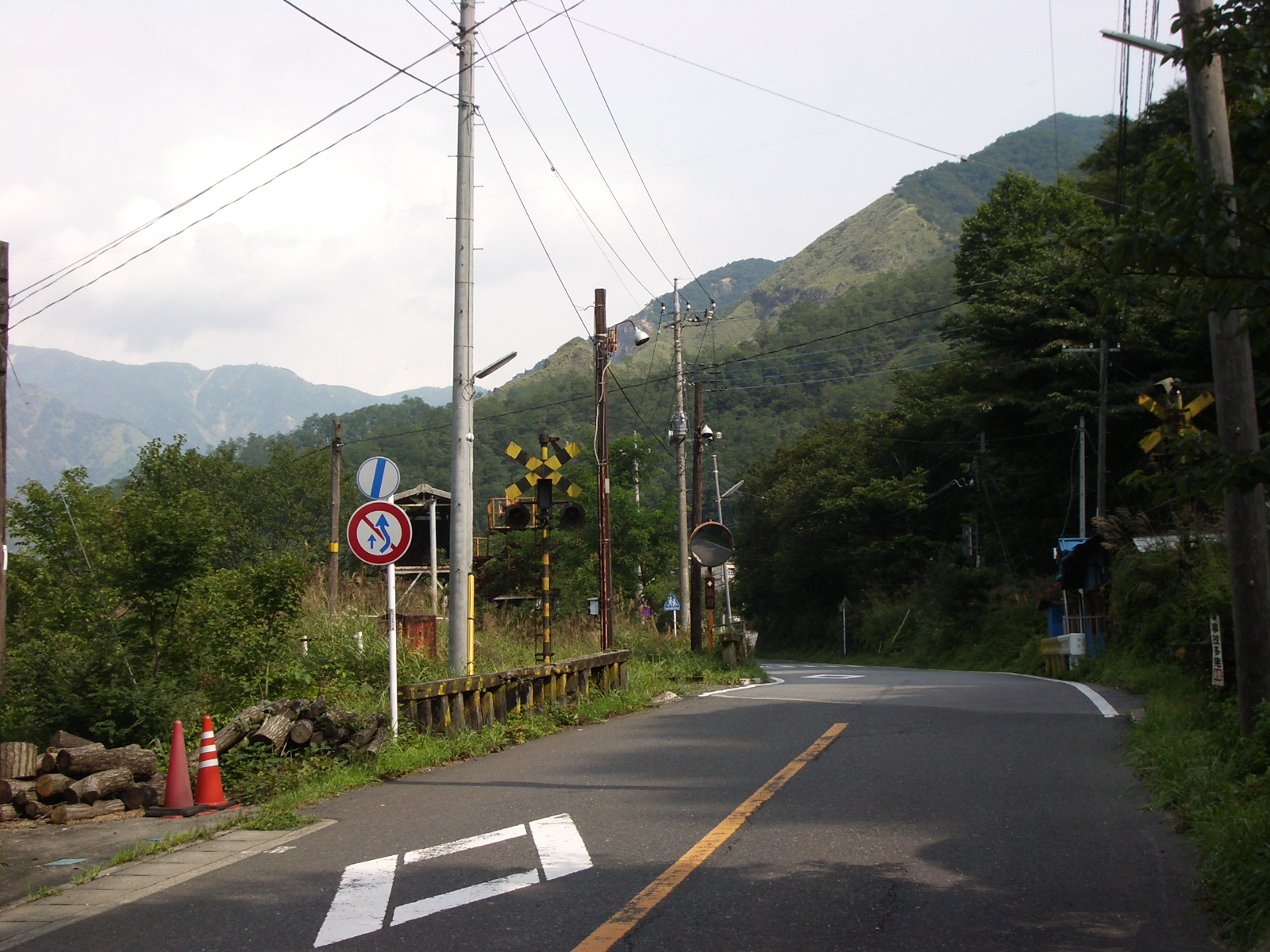
間藤駅先の踏切（2005年9月）
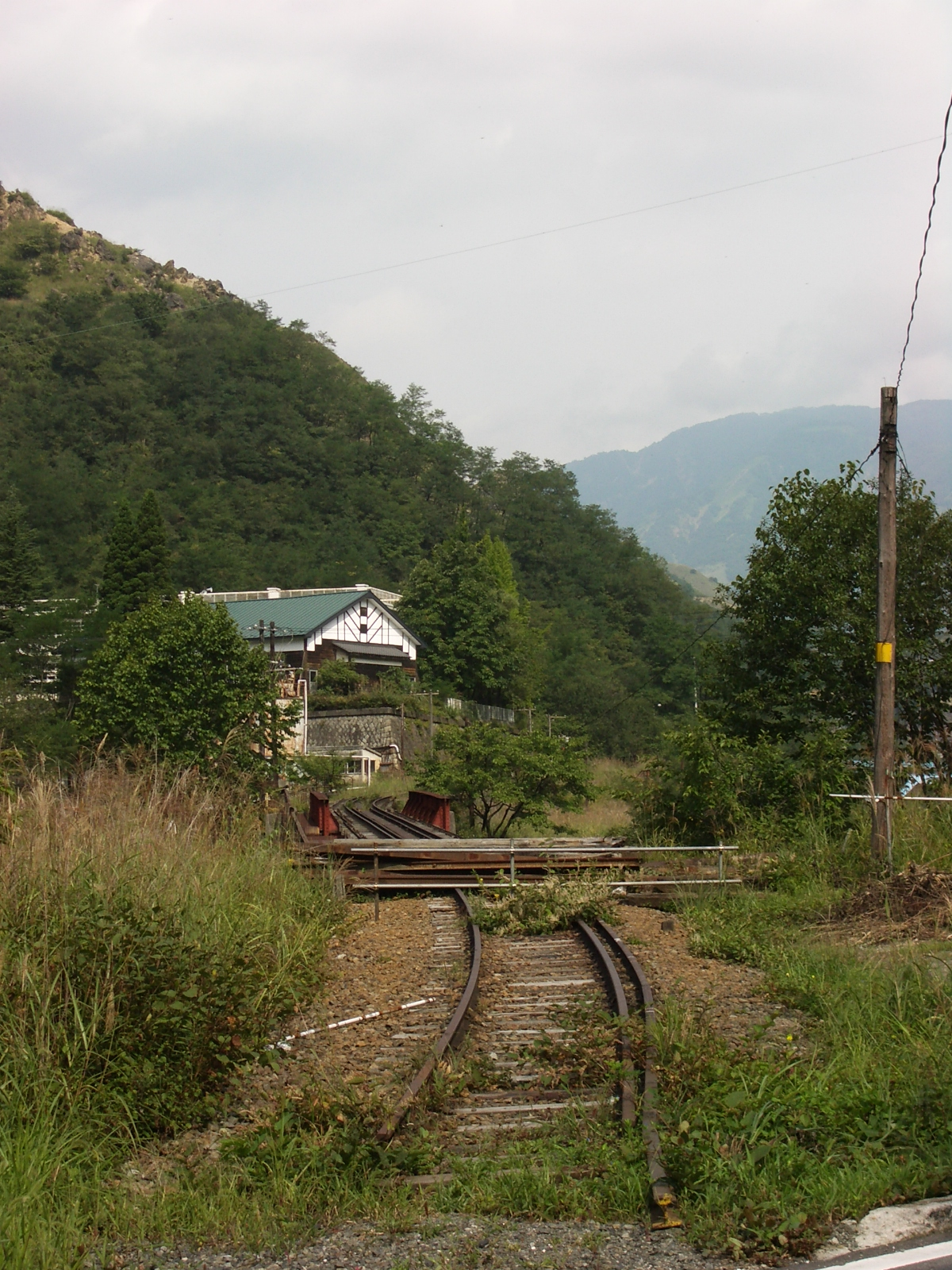
旧足尾本山駅へ向かう線路（2005年9月）

## その他
- 整理券に「足尾本山駅」がインプットされているが手前の間藤駅が終点であるため、通常発行されない。免許にて足尾本山まで申請していたが、方向幕は最初から用意されていなかった。ちなみに間藤駅が「16」、桐生駅が「00」である。

- JR東日本に継承されたが、JRの列車は旅客、貨物共に一度も当駅に発着することがなく廃駅となった。

## 隣の駅
東日本旅客鉄道（JR東日本）
足尾線（廃止）
間藤駅 - 足尾本山駅